# Dickinson County (Kansas)
Dickinson County je okres ve státě Kansas v USA. K roku 2010 zde žilo 19 754 obyvatel. Správním městem okresu je Abilene. Celková rozloha okresu činí 2 207 km². Byl pojmenován podle politika Daniela S. Dickinsona.